# 涅墨西斯冰川
70°32′S 67°30′E / 70.533°S 67.500°E
涅墨西斯冰川（英語：Nemesis Glacier）是南極洲的冰川，位於麥克羅伯特森地，屬於查爾斯王子山脈中阿拉米斯山脈的一部分，該冰川在1957年1月由澳大利亞的探險隊發現。